# Finlands allmänna industriutställning 1876

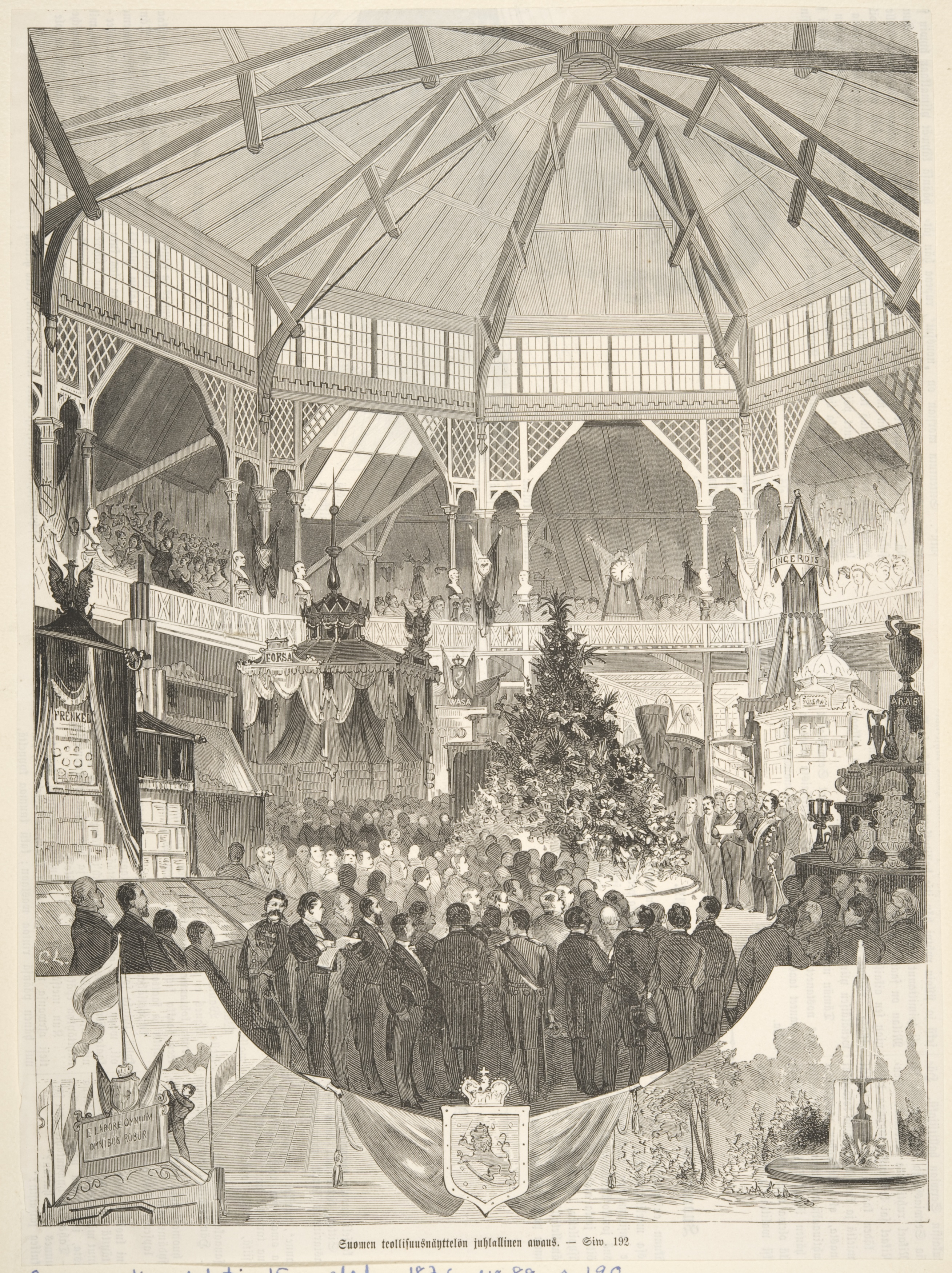
Utställningens invigning den 1 juli 1876, träsnitt publicerat i Suomen Kuvalehti

Finlands allmänna industriutställning 1876 (finska: Yleinen suomalainen teollisuusnäyttely) var Finlands första utställning för presentation av inhemsk industri och konst. Den hölls sommaren 1876 i Brunnsparken i Helsingfors. Initiativet kom från senatorn Johan Vilhelm Snellman 1868, men bland annat missväxtåren omkring 1869 sköt upp arrangemanget.
Den 40 meter långa utställningshallen norr om Restaurang Brunnshuset ritades av Theodor Höijer. Restaurang Brunnshuset var evenemangets huvudrestaurang och restauratören Carl Kämp stod för mathållningen. Utställningen öppnades den 1 juli och den var öppen till mitten av september . Utställningen öppnades av Nikolaj Adlerberg med salut från kanonerna på Sveaborg.
Det var 1 769 utställare och 93 000 besökare under den två och en halvmånadersperiod som utställningen var öppen. Tsaren Alexander II, hans gemål Maria och sonen och arvtagaren Alexander med fru, samt prinsessan Dagmar av Danmark, besökte utställningen i mitten av juli.
Utställningen visade bland annat jordbruks- och industrimaskiner tillverkade i Finland, som fartyg och ett helt ånglok. I den etnografiska delen presenterades möblerade lanthem, och verk av finländska konstnärer visades i utställningen konsthall. 

## Bildgalleri

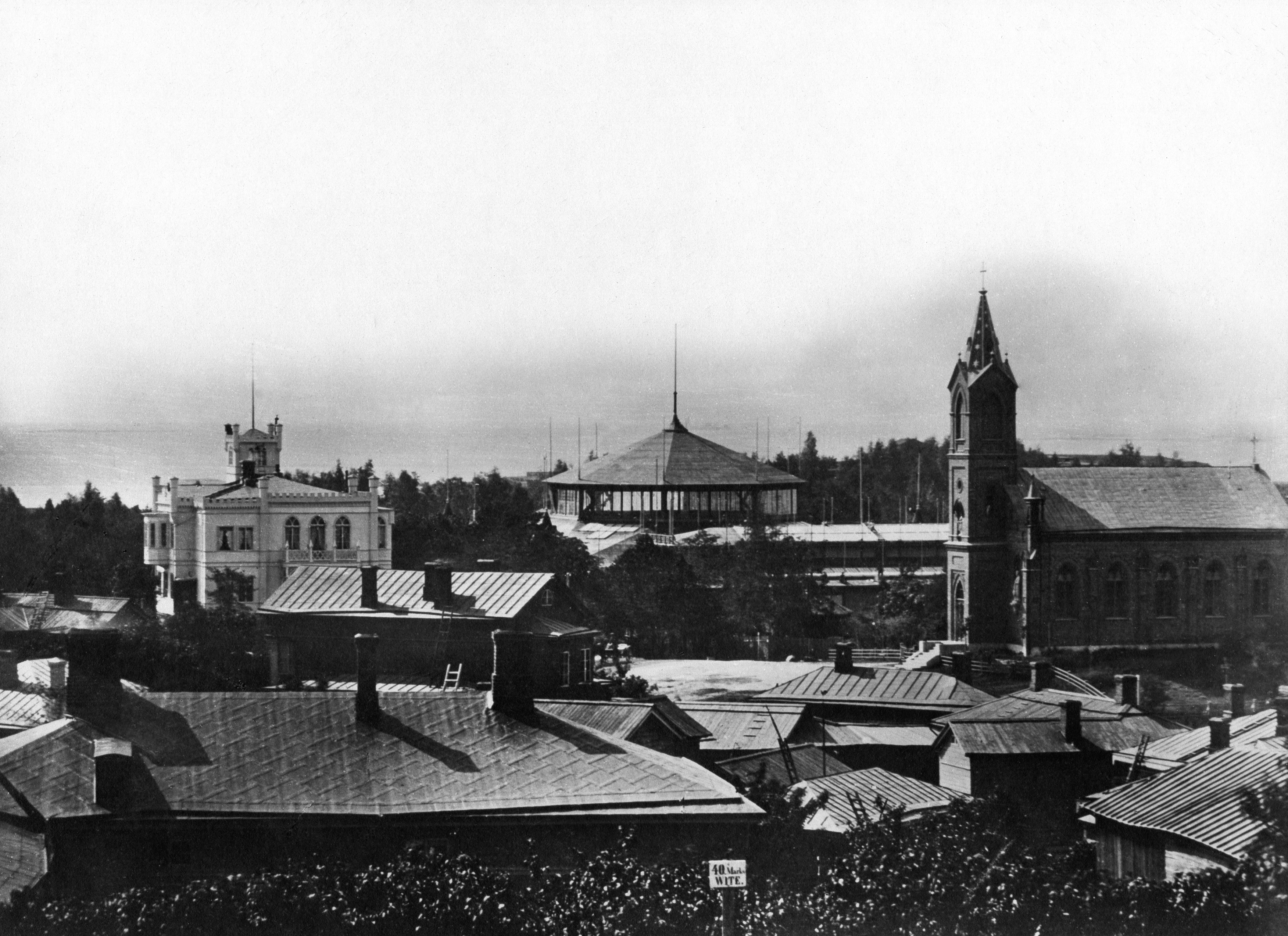
Utställningsområdet, med Restaurang Brunnshuset till vänster
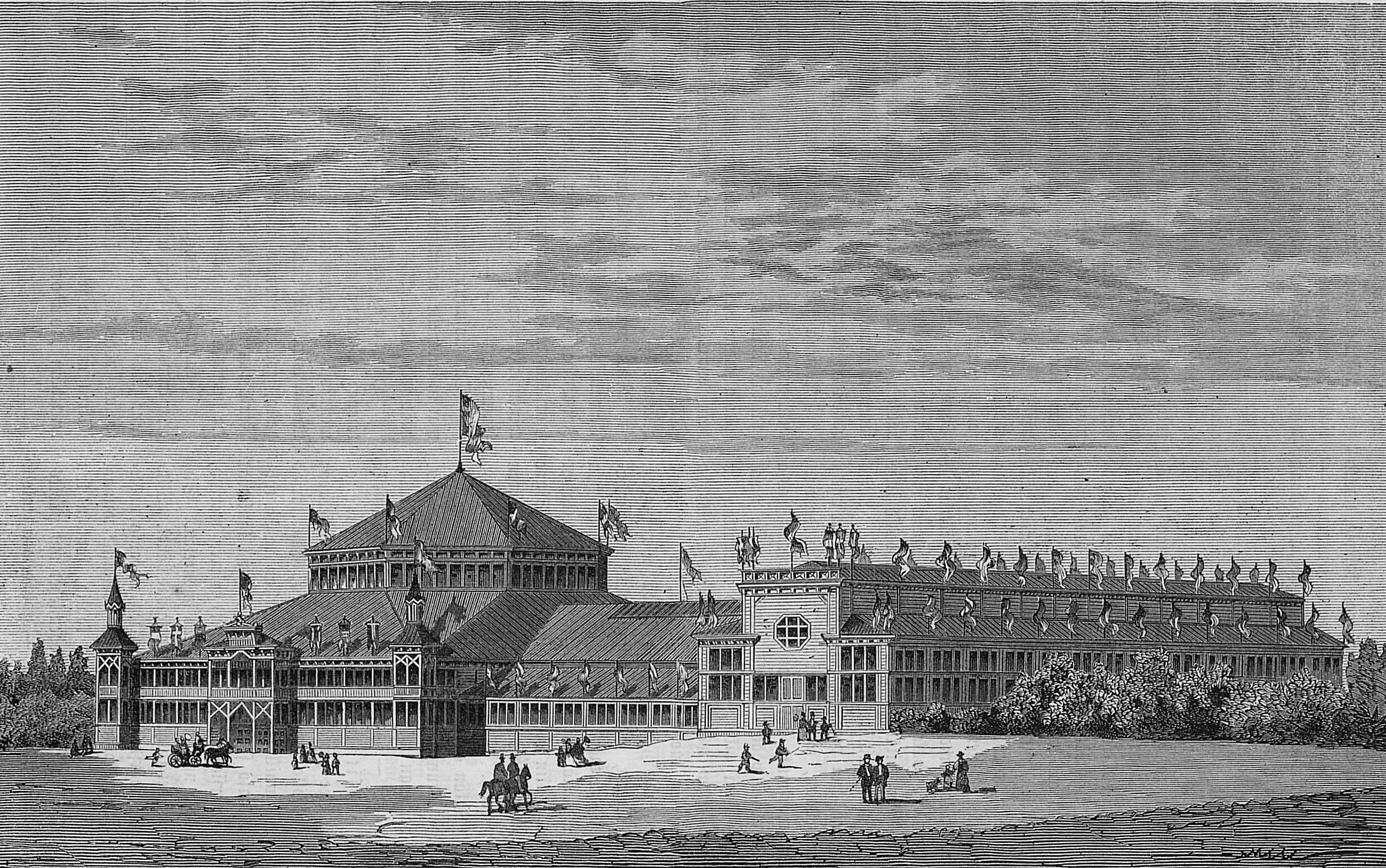
Utställningshallen
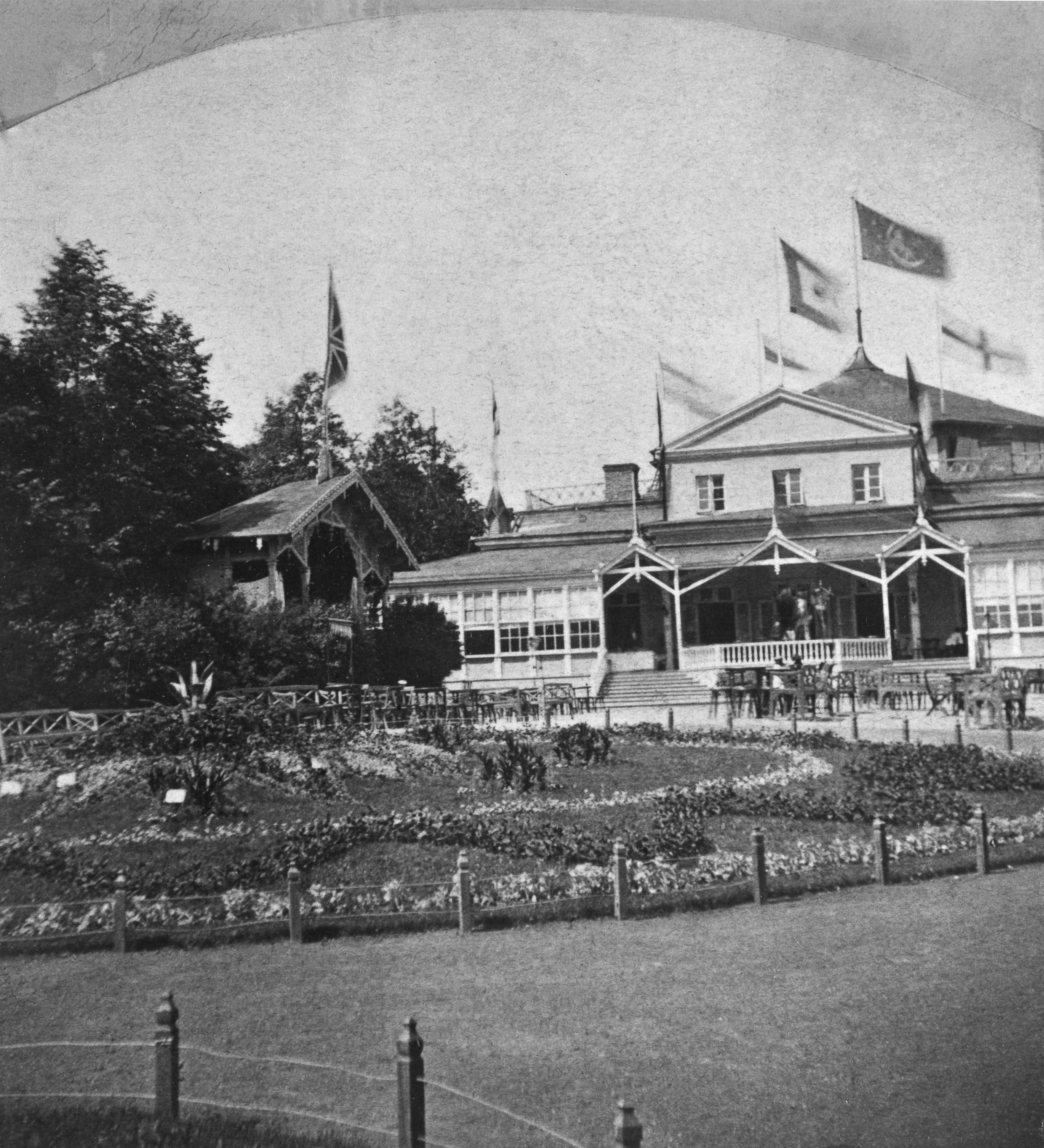
Utställningshallen
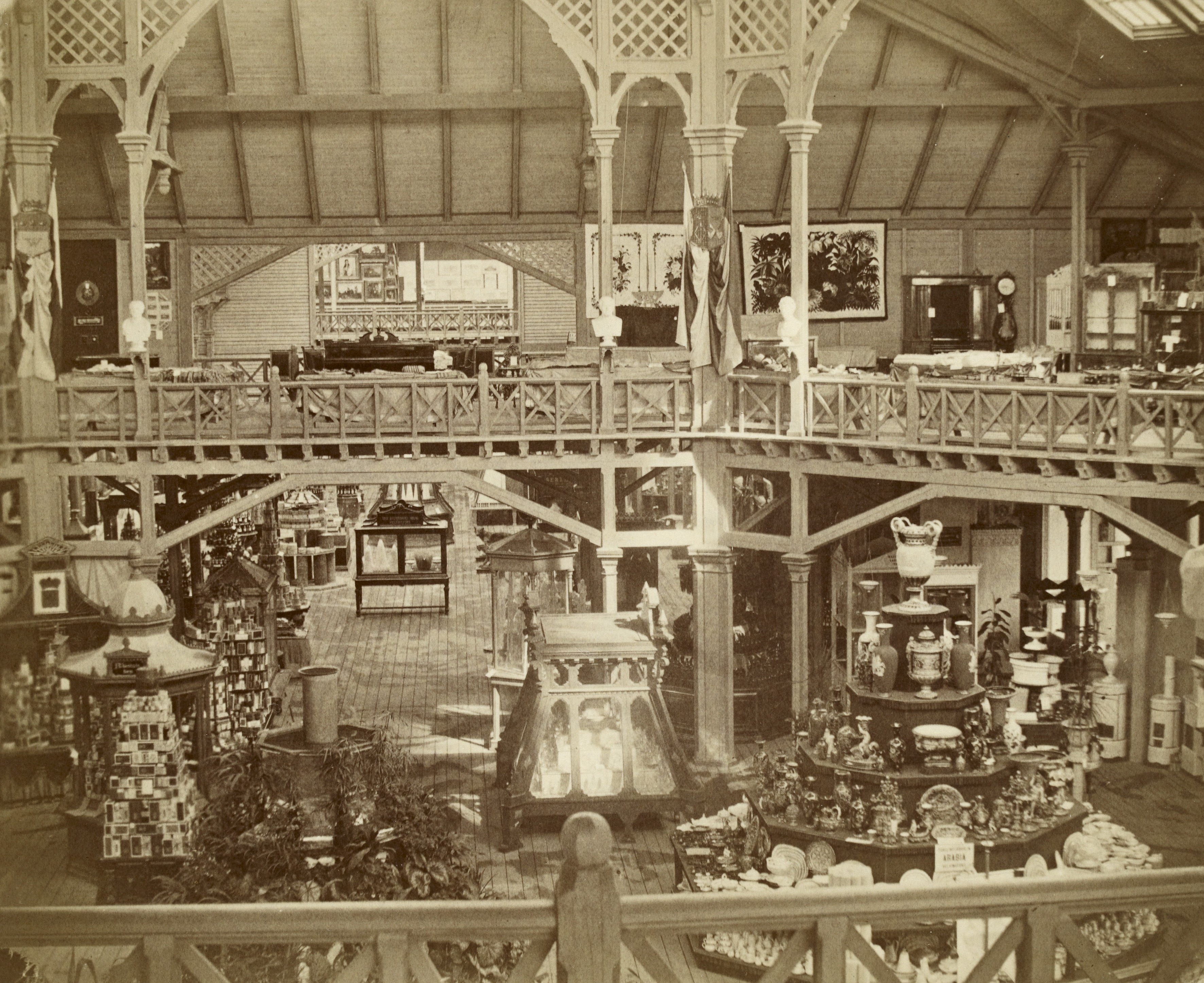
Interiör
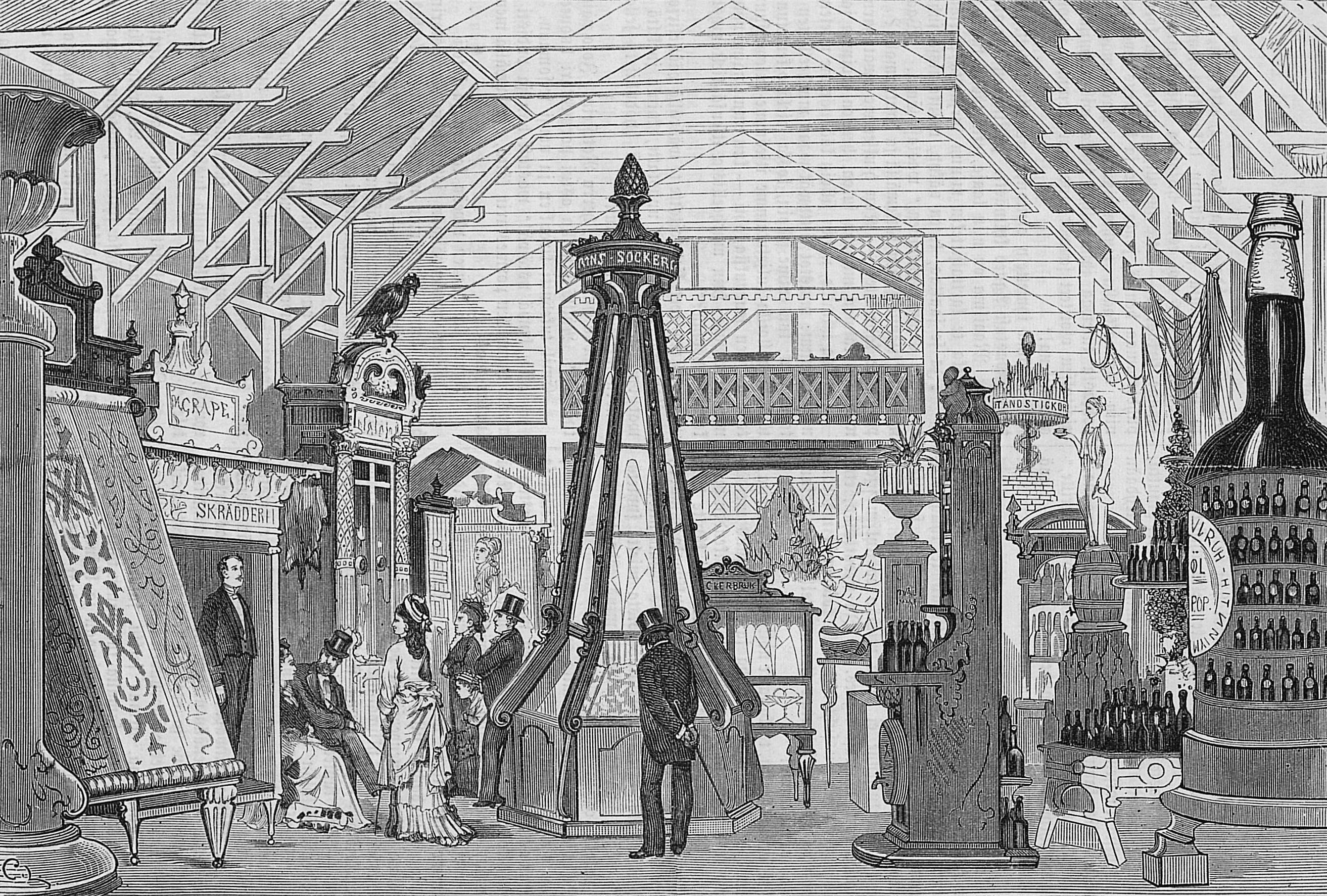
Interiör
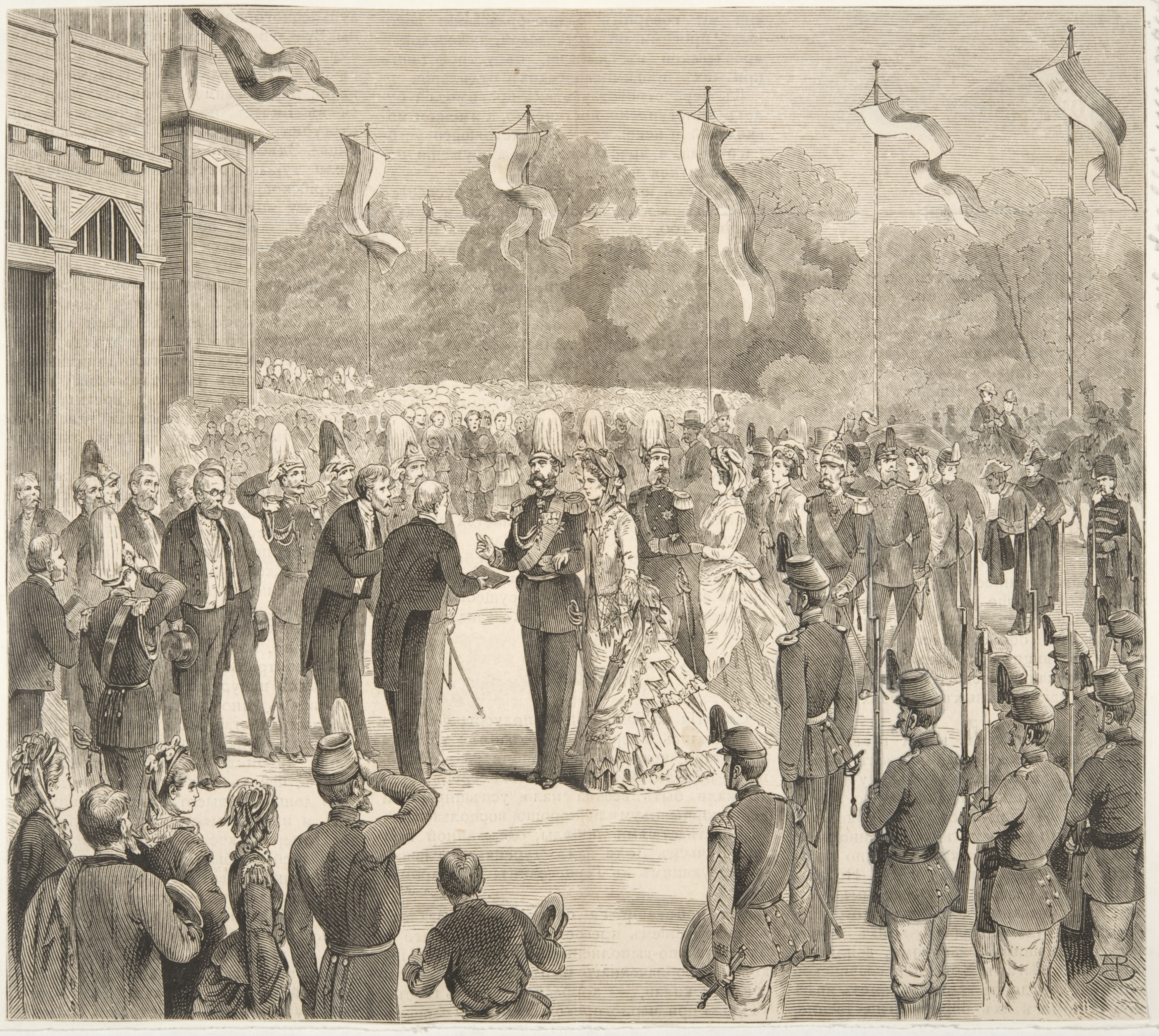
Tsar Alexander II med följe
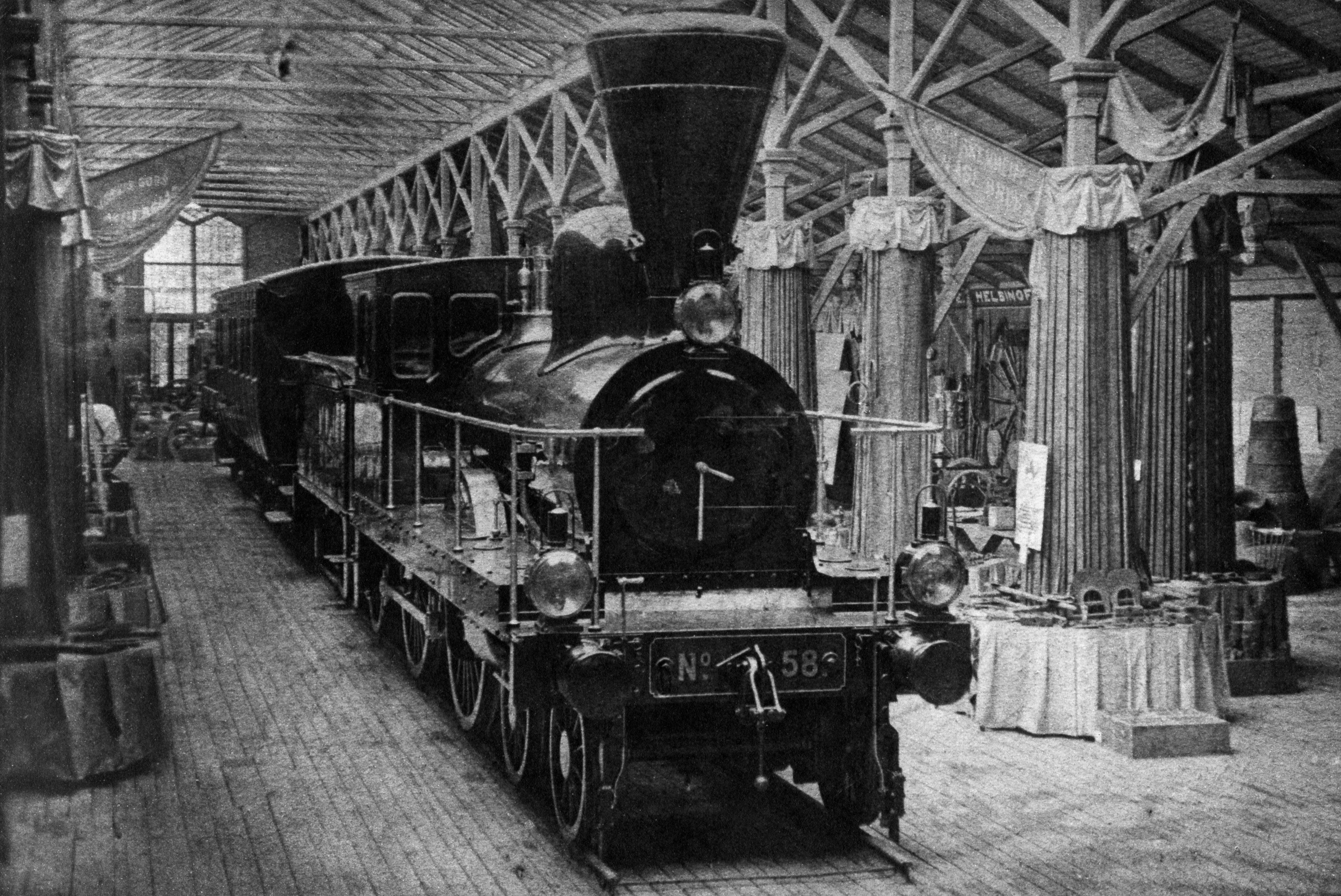
Det andra ånglokomotiv, som byggts i Finland. Foto: Charles Riis.
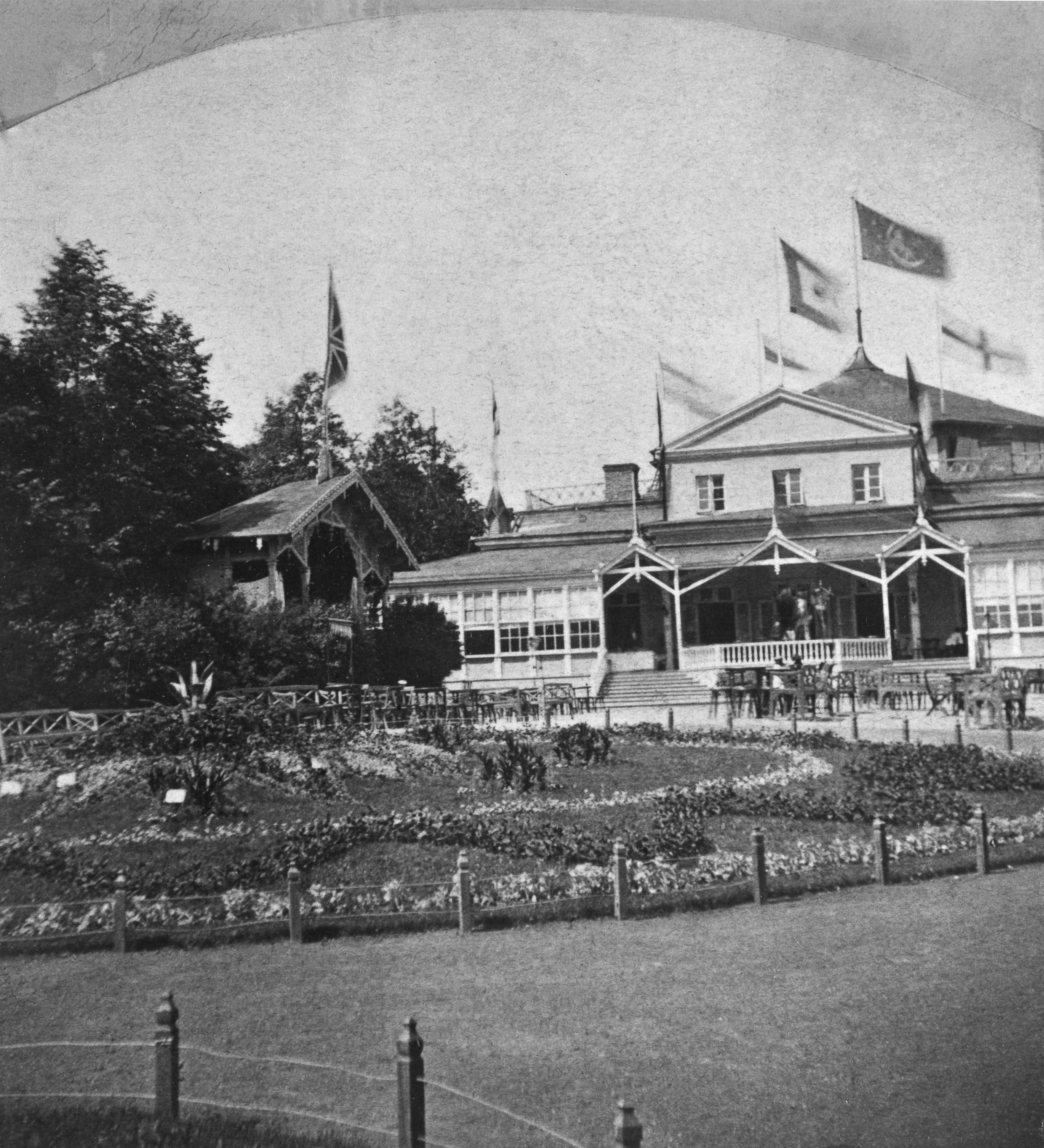
Planteringsarrangemang av trädgårdsmästaren Christian Bohnhof
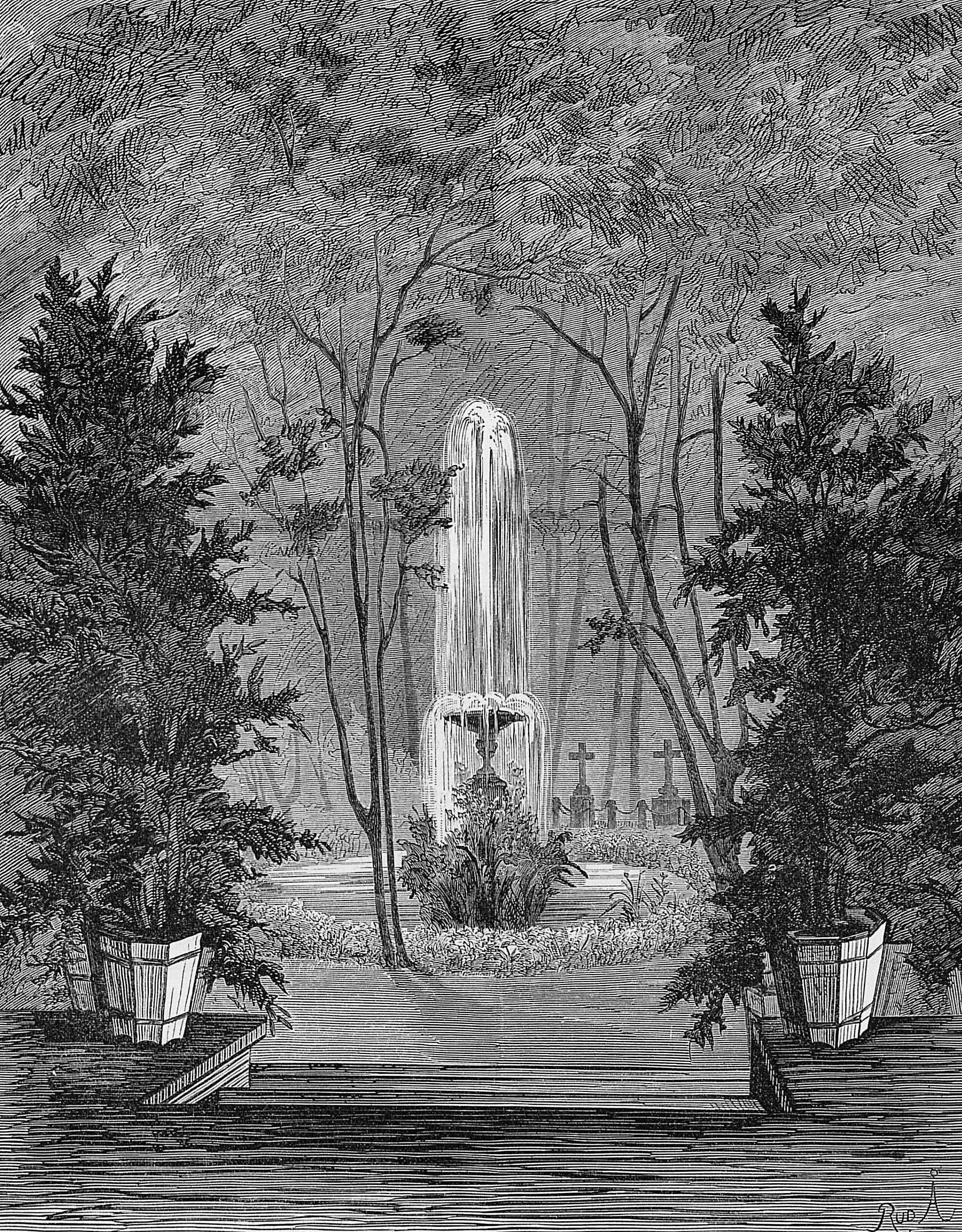
Fontän- och plantdekorationer
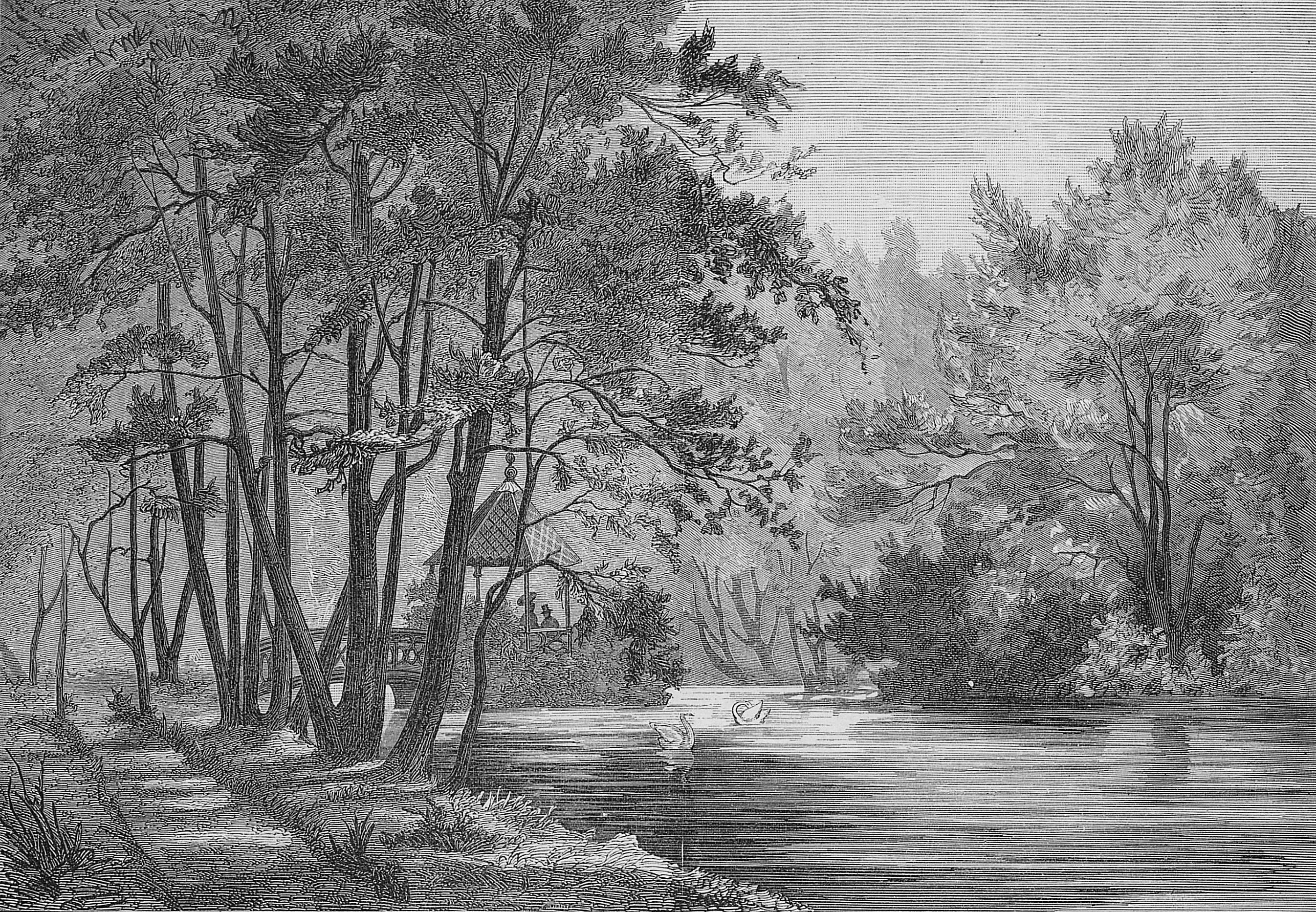
Strandpaviljong på utställningen